# 壮刺小檗
壮刺小檗（学名：Berberis deinacantha）是小檗科小檗属的植物，为中国的特有植物。分布于中国大陆的贵州、云南、四川等地，生长于海拔1,700米至3,100米的地区，常生于山坡灌丛中、云杉林下以及疏林中，目前尚未由人工引种栽培。

## 异名
- Berberis valida (Schneid.) Schneid.